# Casa de James G. Blaine
La Casa de Blaine, también conocida como Casa de James G. Blaine (en inglés: The Blaine House o James G. Blaine House) es la residencia oficial del Gobernador de Maine y su familia desde 1919. Está localizada en Augusta, Maine, entre las calles Capitol y State St. frente al Maine State House.
Fue donada al Estado de Maine para uso residencial del Gobernador por Harriet Blaine Beale. La casa data de 1833 y fue construida por James Hall, capitán naviero jubilado. James G. Blaine, entonces portavoz de la Cámara de Representantes, adquirió la propiedad en 1862 como regalo para su mujer: Harriet Stanwood, quien fuere hija de la prominente familia Augusta. Como propietario, reformó la casa y derribó paredes del interior para tener más espacio.
Fue usada por el Comité de Seguridad Pública durante la Primera Guerra Mundial.
En 1964 pasó a ser declarada Hito Histórico Nacional.
En junio de 2014 se instaló una bomba de calor de gran eficiencia para reducir el exceso de calor dentro de la casa. El aparato fue testado en la habitación del Gobernador. Para reducir costes, este funciona con gas natural.